# Mai 1521

## Événements
- 18 mai : début de la première des campagnes militaires de Soliman le Magnifique, avec la préparation de la prise de la ville de Belgrade.
- 19 mai : 
  - Début du siège de Pampelune par le général français Lesparre.
  - Conquête d'Uppsala, épisode de la Guerre suédoise de libération : le Danemark perd le contrôle d'Uppsala.
- 26 mai : promulgation de l'Édit de Worms par l'empereur Charles Quint pour interdire le luthéranisme.
- 30 mai : début du siège de Tenochtitlan (Mexique) par les forces espagnoles, point culminant de la conquête du Mexique.

## Naissances
- 8 mai : Pierre Canisius, religieux néerlandais, un des premiers membres de la Compagnie de Jésus (mort en 1597).
- 10 mai : Jean-Ernest de Saxe-Cobourg, landgrave de Thuringe (mort en 1553).

## Décès
- 1 mai : Duarte Barbosa, écrivain et officier de l'Inde portugaise (né en 1480).
- 10 mai :  Sébastien Brant, humaniste et poète satirique allemand (né en 1458).
- 17 mai : Edward Stafford, 3e duc de Buckingham, courtisan des cours d'Henri VII et d'Henri VIII (né en 1478).
- 18 mai : Guillaume de Croÿ, précepteur et l'un des plus proches conseillers de Charles Quint (né en 1458).
- 20 mai : Beatriz Enríquez de Arana, connue pour avoir entretenu une liaison avec Christophe Colomb avec qui elle eut un fils, Fernand (née en 1467).
- 23 mai : Thomas Stanley, 2e comte de Derby, seigneur de l'Île de Man de 1504 à 1521 (né vers 1481).
- 31 mai : Claude de Chalon, princesse d'Orange (née en 1498).